# Uniwersytet w Baltimore
Uniwersytet w Baltimore (ang. University of Baltimore) – amerykański uniwersytet publiczny znajdujący się w Baltimore, w stanie Maryland, założony w 1925 roku. 
W 2014 na uczelni tej kształciło się ponad 6 tysięcy studentów.

## Jednostki organizacyjne
Uniwersytet w Baltimore składa się z następujących jednostek organizacyjnych:
- School of Law
- Robert G. Merrick School of Business
- Yale Gordon College of Arts and Sciences
- College of Public Affairs